# Ковачевец
Кова̀чевец е село в Североизточна България. То се намира в община Попово, област Търговище.

## География
Селото се намира на около 11 km западно от град Попово, вдясно от главния път за град Бяла, на 200 – 300 m надморска височина. Разположено е в котловина с изход на изток и върху съседните на нея пет малки хълма. Землището му граничи с тези на селата: Голямо градище, Цар Асен, Паламарца, Посабина, Водица и град Опака. Образувано е от следните махали: Балладжа махала, Беглишките хармани, Лазарската махала, Олога, Тончовската махала и Турската махала.
През средата на селото, в най-ниската му част, протича река Поповски Лом, известна още с местните си имена Чепез дере или Калакоч.
До град Попово и село Водица водят асфалтирани пътища, а до село Паламарца и село Посабина – черни.

## Кратка историческа справка
Според старо предание на хълма Калакоч е съществувало старото българско село Колокоч. Жителите му се принудили да го напуснат поради появилата се там чумна епидемия и се заселили ниско в подножието на хълма, край рекичките, които се стичат в посока на река Черни Лом. Името на легендарното село Колокоч се среща в османо-турски документ от средата на 15 век и фигурира в подобни документи до 1670 г., като най-вероятно малко време след тази година то е окончателно изоставено.
Първият жител заселник, слязъл от старото село в новото бил българин, ковач по занаят и на него било кръстено новото село – Ковачовец. По-късно в селото се заселили почти едновременно турци и балканджии – българи от района на днешните градове Велико Търново, Дряново и Елена.
За пръв път името на село Ковачовец е документирано в османо-турски регистър от 1430 г., като част от зиамет Крапич (дн. Крепча), собственост на заим Хазър бей Кастамуни. Тогава в селото имало 68 домакинства. През 80-те години на 15 век селото е записано с 58 християнски домакинства. През 1524 г. е записано с името Ковачевиче с 82 християнски домакинства. В турски данъчен документ от 1573 г. се говори за две села, носещи еднаквото име Ковачович: Долни Ковачович (Ковачович-и Тахтани) и Горни Ковачович (Ковачович-и Февкяни).
Двете села са били със силно преобладаващо българско население до около 1670 г., когато жителите на Долни Ковачовец вече са изцяло мюсюлмани, а в Горни Ковачовец от 54 християнски къщи остават само 4 такива. Най-вероятно българското население на двете села около средата на XVII век е било принудено да приемат исляма. По-късно двете села се сливат в едно.
В началото на XIX век в селото отново започват да слизат българи от Балкана и да се заселват, било като пастири при турците, или занимавайки се с други полезни за тях занаяти.
През 1835 г. в селото се заселват бегълци, участници във Велчовата завера в Търново, спасявайки се по този начин от преследването от властта. Едно от известните имена на тези бегълци е на Никола Мутафа, който избягал със семейството си от Търновско и по-късно се заселил в село Ковачевец.
Малко по-късно в селото се заселват балканджии от Дряново и от селата Гостилица, Зая и Каломен (Дряновско), от Ганчовец, Съботковци и Черневци (Габровско), от махалите Мухльовци и колибите Велковци (Еленско), от село Гъбене (Севлиевско), от колибите Маневци (Тревненско), от Златарица, Беляковец и Поликраище, Търновско и от Кесарево, Горнооряховско.
През 1857 г. в селото се заселили и 10 къщи татари, които през 1865 г. се изселили към Добруджа. През 1867 г. за известно време в Ковачевец се заселили и 10 къщи черкези, които по-късно заминали за днешното село Росина. През 1877 г. в селото имало 60 български и 80 турски къщи.
Турското население имало голяма джамия с духовно училище към нея (медресе), която изгоряла през войната, а българското население имало килийно училище още от 1830 г. към своята църква. През 1869 г. била построена нова църква, носеща името на свети Архангел Михаил, която пострадала по време на Освободителната война.
По време на Освободителната война по Петровден българското население избягало от селото на запад към село Лом Черковна, а турското – към град Шумен. Българите се завърнали отново в селото заедно с настъпващите на изток руски войски и го заварили ограбено и полуразрушено. След войната голяма част от турците от селото се изселили в Турция, а нови заселници вече почти нямало.
През 1913 г. вследствие на силното земетресение църковният храм на селото трябвало да бъде срутен и построен отново, но вече през 1932 – 1933 г. с доброволен труд и събрани средства от местното население.
Около 1931 г. селото имало вече три училища: начално, прогимназия и земеделско училище. В най-ново време, с намаляването на жителите и на децата в селото, тези училища са закрити едно след друго, като последно е закрито ОУ „Никола Мутафа“ през 2002 г. Сега децата на селото се извозват ежедневно и учат в град Попово.
През 1946 г. старото име на селото Ковачовец било осъвременено на Ковачевец, така както се казва селото и до днес.
По-големите стари родове на селото били: Власьовските, Гутьоолу, Ильоолу, Камбуровци, Котаците, Крушоолу, Лазарските, Писареви, Пъдармаркови, Рачовлу, Славчеви, Тончовските, Филипслите, Хрътките, Хубаноолу, Цокьоолу, Чичубиевци и др. По-късно тези големи родове се разпаднали на нови, по-малки и с други имена.
Днес в селото живеят съвместно българи, турци и роми, изповядващи както исляма, така и християнството (т. нар. „бакърджии“).
В Ковачевец работи електроапаратурен завод (Електроапаратура ЕООД), част от бившата, почти неработеща система от военни заводи на България, специализиран в проектиране, производство и търговия с резервни части за електроуреди и електросъоръжения за бита и промишлеността и специална продукция за отбранителната промишленост.

## Религии
- Християнска (източноправославна);
- Мюсюлманска;

## Обществени институции
- Кметство;
- Народно читалище „Познай себе си“, основано първоначално през 1893 г.;
- Църква;
- Целодневна детска градина;

## Културни и природни забележителности
- Възвишението (хълм) Калакоч – най-високата точка в община Попово с надморска височина 488 m, разкриващо красива гледка към Стара планина и река Дунав, с координати: (43°23'7.45"С; 26° 6'27.16"И);
- Църковен православен храм „Св. Архангел Михаил“ от 1932 г.; През 2012 г. камбанарията му е основно ремонтирана.
- Сградата на Читалището, построена през 1934 г.;
- Декоративната чешма пред Читалището;
- Руски паметник (братска могила), намиращ се на 3 km източно от селото в посока на град Попово, посветен на загиналите руски воини в боя при село Кардам на 5 юли 1877 г.;
- Землището на селото е богато на различни старини от историческите епохи: праисторически селища, тракийски селища, антични селища, обикновени и могилни некрополи, средновековни селища и др.;
- Късноантичната крепост „Ковачевско кале“ (Ковачовешко кале), намираща се на около 3 km източно от селото, в посока на град Попово, в която се провеждат редовни, макар и много ограничени археологически проучвания от 1990 г. до днес; координати: (43°21'33.31"С и 26° 8'45.36"И)
- Антична крепост (Кале Белю), с вече заличени руини, намираща се на Калакоч, на около 2 km северозападно от селото;

## Редовни събития
- Събор на селото – провежда се всяка година на 27 ноември;

## Известни личности
Родени в Ковачевец
- Георги Марков (1883 – 1956), политик
- Иван Славчев (1921 – 1995), строителен инженер и изобретател, лауреат на „Димитровска награда“